# Snave (Kerteminde Kommune)
 For alternative betydninger, se Snave. (Se også artikler, som begynder med Snave)
Snave er en lille landsby på det nordøstlige Fyn, beliggende i Stubberup Sogn på Hindsholm 16 kilometer nord for Kerteminde. Byen ligger i Kerteminde Kommune og hører til Region Syddanmark.
Under udgravning af en ca. 45 meter langdysse i Snave på Hindsholm, fandt man spor af ardpløjning, dateret til bronzealderens begyndelse, omkring 1800 f.Kr.